# George B. Schwabe

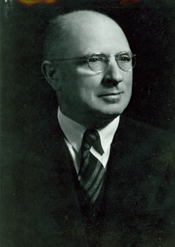
George B. Schwabe

George Blaine Schwabe (* 26. Juli 1886 in Arthur, Vernon County, Missouri; † 2. April 1952 in Alexandria, Virginia) war ein US-amerikanischer Politiker. Zwischen 1945 und 1949 sowie von 1951 bis 1952 vertrat er den ersten Wahlbezirk des Bundesstaates Oklahoma im US-Repräsentantenhaus.

## Werdegang
George Schwabe war der ältere Bruder von Max Schwabe, der zwischen 1943 und 1948 Kongressabgeordneter für den Staat Missouri war. Er besuchte die Schulen seiner Heimat und studierte anschließend an der University of Missouri Jura. Nach seiner im Jahr 1910 erfolgten Zulassung als Rechtsanwalt begann er in Columbia in seinem neuen Beruf zu arbeiten.
Im Jahr 1911 zog Schwabe nach Nowata in Oklahoma, wo er ebenfalls als Anwalt praktizierte. Er wurde Mitglied der Republikanischen Partei. Zwischen 1913 und 1914 war er Bürgermeister von Nowata und von 1918 bis 1922 war er im Schulrat dieses Ortes. Gleichzeitig war er Abgeordneter im Repräsentantenhaus von Oklahoma. In den Jahren 1921 und 1922 fungierte er als dessen Präsident. Im Jahr 1922 zog George Schwabe nach Tulsa, wo er ebenfalls als Anwalt arbeitete. Zwischen 1928 und 1936 war er Vorsitzender der Republikaner im Tulsa County. Seit 1912 nahm er an allen Parteitagen der Republikaner auf Staatsebene in Oklahoma teil. Im Juni 1936 war er Delegierter zur Republican National Convention in Cleveland.
1944 wurde Schwabe im ersten Distrikt von Oklahoma in das US-Repräsentantenhaus gewählt, wo er am 3. Januar 1945 Wesley E. Disney von der Demokratischen Partei ablöste. Nach einer Wiederwahl im Jahr 1946 konnte George Schwabe zunächst zwei Legislaturperioden im Kongress absolvieren. Bei den Wahlen des Jahres 1948 unterlag er Dixie Gilmer. 1950 konnte er aber seinen Sitz im Kongress zurückgewinnen. Dort trat er am 3. Januar 1951 eine weitere Amtszeit an, die er aber nicht mehr beenden konnte, weil er mitten in der Legislaturperiode im April 1952 verstarb. Während seiner Zeit im Kongress war er Mitglied des Haushaltsausschusses.